# Їнь Сі

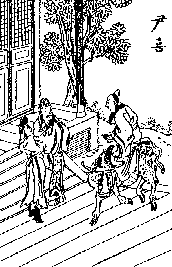
Лао-цзи зустрічається з Їнь Сі

Ґуаньлін Їнь Сі (кит.: 关令 尹 喜) або Ґуань Їнь-цзи (关尹子), власне ім'я Їнь Сі — напівлегендарний даоський мислитель, який служив начальником прикордонної застави, через яку Лао-цзи вирушив на захід. "Ґуаньлін" означає «хранитель кордону» або «начальник прикордонної застави» або «охоронець сторожової вежі».
Їнь Сі описується як чиновник при правителях династії Чжоу Кан-Вані (康王) і Чжао-вані (昭王). Роки життя Їнь Сі і Лао-цзи при цьому вже відповідають XI століттю до н. е., що суперечить традиційному уявленню про те, що Лао-цзи був старшим сучасником Конфуція.

## Набуття трактату «Даодецзін»

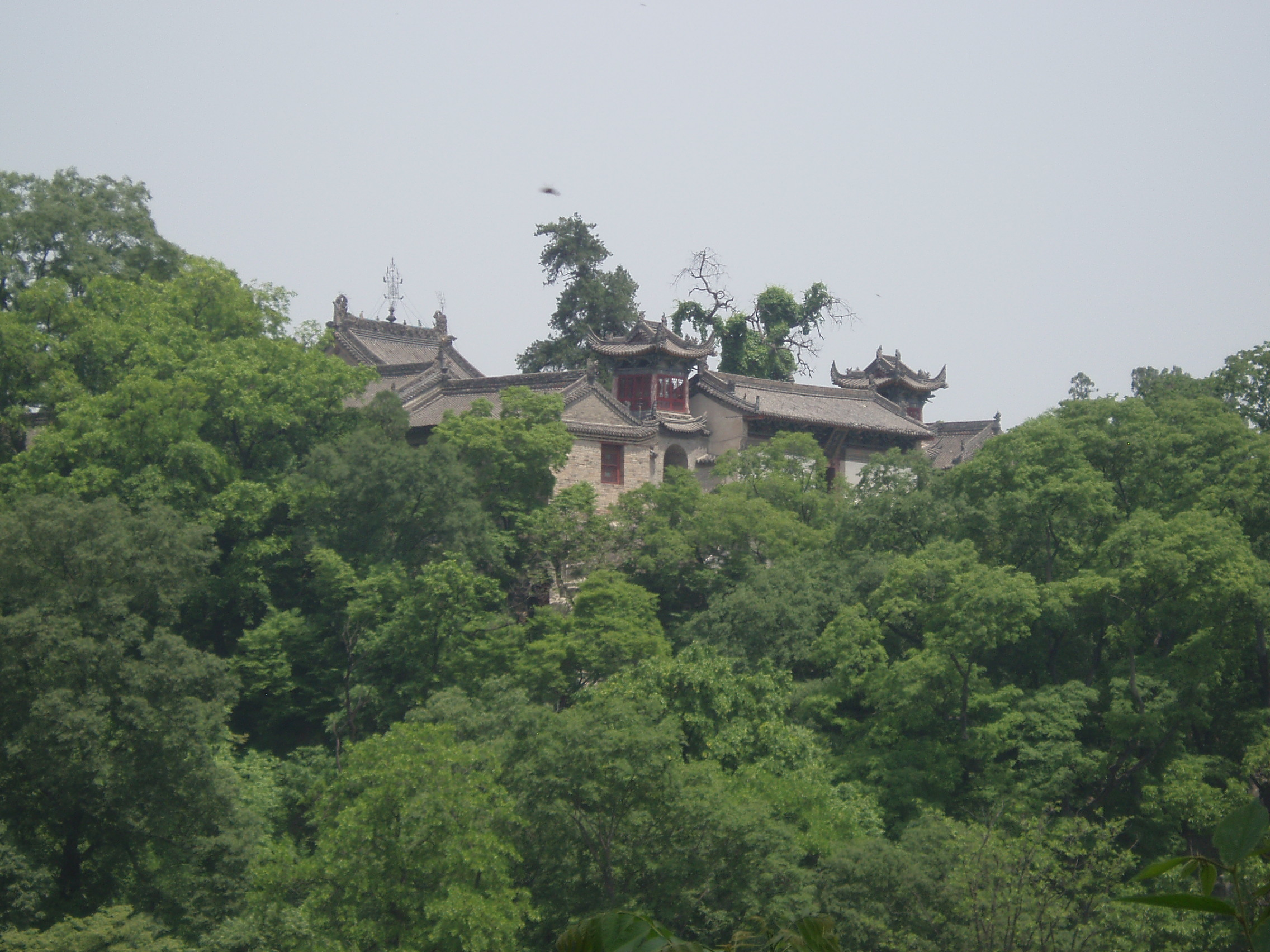
Храм в Лоґуані

За легендою, коли Лао-цзи проходив через заставу, облишаючи Китай, на прохання Їнь Сі він написав і передав йому короткий трактат з двох частин і 5000 ієрогліфів під назвою «Даодецзін». 
Перед прибуттям Лао-цзи на прикордонну заставу з'явилися чудові знамення у вигляді п'ятикольоровий хмар. Їнь Сі зустрів Лао-цзи урочисто. Лао-цзи супроводжував слуга Сюй Цзя, який служив йому багато сотень років. На заставі Сюй Цзя став вимагати від Лао-цзи плату за всі століття, тоді Лао-цзи вийняв з-під його мови талісман, і той відразу розсипався в прах, як ніби він помер природною смертю багато років тому. Їнь Сі попросив Лао-цзи воскресити слугу, і той поклав талісман на жменьку праху, слуга ожив. Їнь Сі попросив тоді Лао-цзи написати текст з викладом вчення, Лао-цзи написав для нього «Даоде цзин». Їнь Сі став першим учнем Лао-цзи, його стали називати Гуань Їнь-цзи- Мудрець Їнь з Застави.
Їнь Сі дуже шанується в багатьох даоських школах, як перший учень Лао-цзи, від якого йде вся традиція «Даодецзін». У «Чжуан-цзи» Їнь Сі присутній в декількох епізодах як мудрий філософ, сподвижник Лао-цзи. Його вислови наводяться в 19 главі «Ле-цзи».
Історія про набуття «Даодецзін» переказується у багатьох джерелах, зокрема в літописі царства Лу і в біографіях безсмертних Лесяньчжуань (列 仙 传) Лю Сяня. Згідно з цим життєпису Їнь Сі був мудрим і доброчесною людиною, проте ніхто про це не знав, так як він приховував свої таланти. Він заздалегідь дізнався за своїми відчуттями про прихід мудреця і закрив свою заставу, щоб мати можливість надати йому гостинність. Після приходу Лао-цзи та передачу йому Даодецзін, Yin Сі відправився разом з Лао Цзи мандрувати на Захід через сипучі піски, де він освічував варварів, здобув перемогу і прославився.

## Прикордонна застава

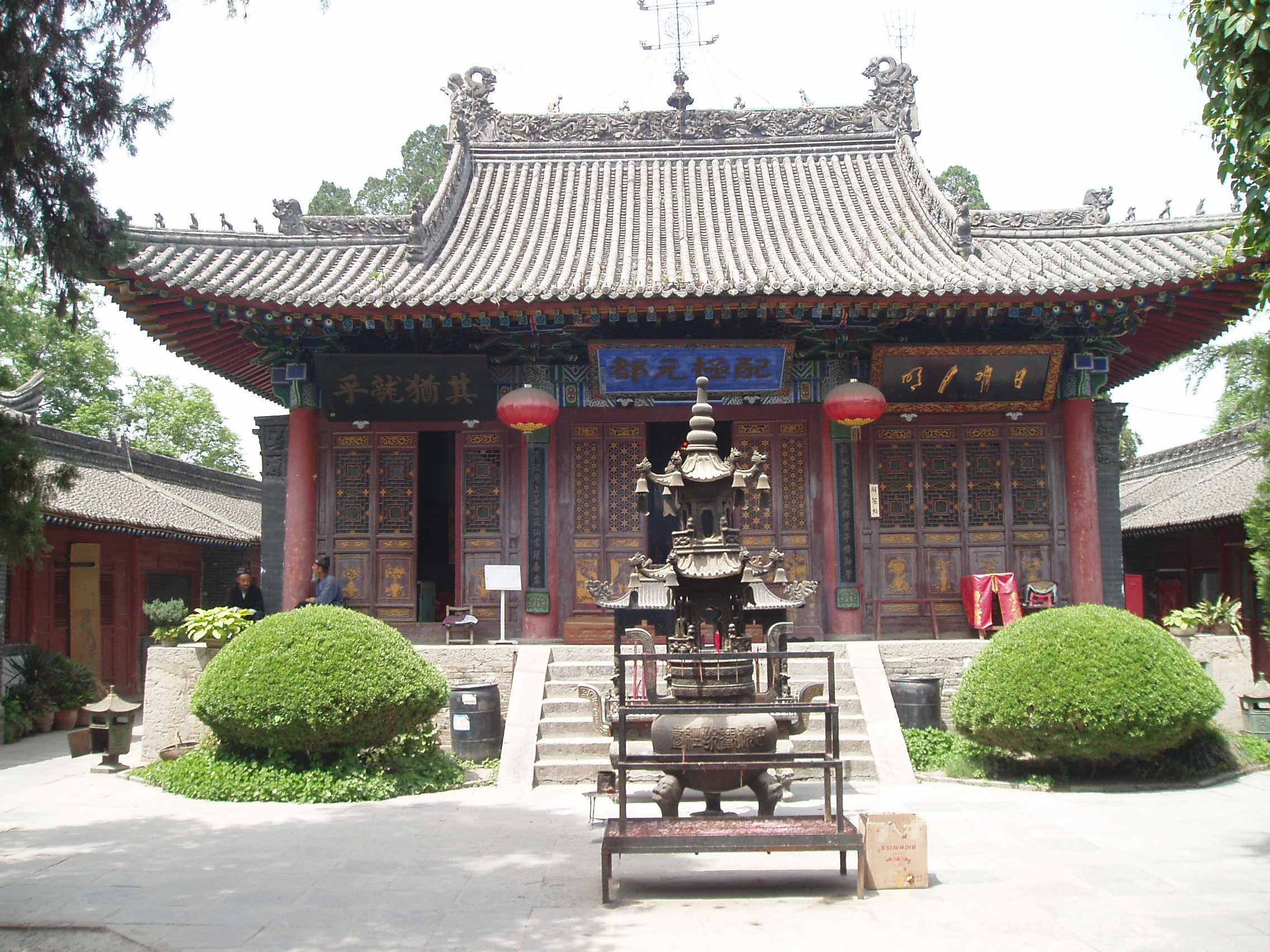
Павільйон в Логуані

Існує кілька версій знаходження застави, яку охороняв Їнь Сі. Основна версія — що це застава долини Ханьгу (函谷关) в держави Цинь, округ Лінбао провінції Хенань. Іншим варіантом є гірська платформа Лоугуаньтай (楼 观 说 经 台) на півночі гір Чжуннань (终 南山) в окрузі Чжоучжі в провінції Шеньсі.

## Гуаньїнь-цзи
Їнь Сі відомий створенням кількох текстів, які проте критики вважають створеними в пізній час. Найвідоміший його текст називаєтьсяГуаньлін-цзи(关 令 子) абоГуаньїЇньнь-цзи(关 尹子) в дев'яти розділах, де у віршах влучно і образно роз'яснюється сутність даосизму. За одним із припущень, текст відноситься до епохи Хань.
Цей текст ліг в основу навчання школи Лоугуаньпай (楼 观 派), що існувала з IV по XIII століття а, і школи внутрішньої алхімії Веньшіпай (文 始 派).
ТвірГуаньїнь-цзи, приписуване Їнь Сі, було «заново відкрито» в період династії Південна Сун. Текст став поширюватися також під ім'ям «Веньші Чженьцзін» (文 始 真经) під час династії Юань серед адептів внутрішньої алхімії.

## Їнь Сі як культова фігура в пізніх школах
У VII столітті в трактаті Ван Яня (王延) Саньдунчжунан (三 洞 珠 囊) відносини між Лао-цзи і Їнь Сі стають зразком даоської ініціації.
Велику роль грав образ Їнь Сі в доктрині Північних Небесних Наставників. Основний трактат школи Сішенцзін описує обставини походу Лао-цзи в Індію та набуття індійцями буддійського вчення.
Пізніше Північні Небесні Наставники влаштувалися в Лоугуані, створивши на місці легендарної прикордонної застави монастир і храмовий центр. Тема освіти Індії та виникнення буддизму під впливом Даодецзін а стала в навчанні цієї школи особливо актуальною. Будда ставав учнем Лао-цзи. За деякими інтерпретаціям Буддою навіть ставав Їнь Сі, як одержувач вчення від Лао-цзи.
Пізніше утворилася школа внутрішньої алхімії Веньшіпай (文 始 派), яку організували Чжан Го та Чжан Саньфен. Ця школа вважає себе виходить від Їнь Сі. Учитель Веньші (文 始 先生) — один з титулів, який був даний Їнь Сі.

## Відображення в художній літературі
Сюжет набуття Даодецзін дуже популярний, при цьому події набувають найрізноманітнішу інтерпретацію.
У XX столітті письменник Лу Сінь в збірці «Старі легенди у новій редакції» описує цю історію в «сучасній» інтерпретації, з відтінком гумору.